# Blepharepium coarctatum
Blepharepium coarctatum är en tvåvingeart som först beskrevs av Perty 1833.  Blepharepium coarctatum ingår i släktet Blepharepium och familjen rovflugor. Inga underarter finns listade i Catalogue of Life.